# Lysimachia nummularia
Lysimachia nummularia L., 1753 è una pianta appartenente alla famiglia delle Primulacee.

## Distribuzione e habitat
La specie ha un areale europeo, che si estende sino al Caucaso e alla Turchia.
Si trova per lo più a ridosso di piccoli ruscelli e laghi.

## Coltivazione
Viene coltivata anche nei giardini come pianta ornamentale, la sua crescita deve però essere controllata per evitare che, crescendo domini sulle altre piante, soffocandole.
L'uomo ha selezionato una varietà, aurea essa ha foglie tendenti al giallino ed è meno invadente di quella originaria.
Se acclimatata gradualmente può adattarsi a vivere anche in acquario.